# Palais communal de Nice
Le palais communal de Nice est le nom donné à son ancien hôtel de ville. Il est situé au cœur du Vieux-Nice, place Saint-François, principal centre urbain à l'époque de sa construction.
Il est inscrit aux titres des monuments historiques le 10 décembre 1949.

## Historique

### Construction
La construction de nouvelles fortifications pour le château par les ingénieurs Ferrante Vitelli et Francesco Paciotto à la demande du duc Emmanuel-Philibert de Savoie, entre 1553 et 1580, oblige au déplacement du conseil communal de la ville haute à la ville basse. Le conseil achète un groupe de maisons près du couvent et du cimetière des Franciscains. Une première campagne de construction du palais communal se déroule de 1574 à 1580. Il est construit suivant un plan de L inversé. Il est inauguré le 25 juin 1584. Sa façade est simple et sans ornement.

### Embellissement et restaurations auxXVIIeetXVIIIesiècles
En 1670, les consuls souhaitent embellir leur palais. Ils confient ces travaux à l'architecte du duc, Jean-André Guiberto[réf. nécessaire]. On ne sait pas très bien ce qu'il a construit avant 1679. À cette date, les consuls font appel à l'architecte du prince de Monaco, Marc-Antoine Grigho qui vient de terminer des travaux d'embellissement au palais de Monaco. Il construit dans la petite aile du palais, un escalier intérieur à volées droites avec vestibule voûté et un portail monumental en marbre, d'ordre toscan[réf. nécessaire]. Les travaux sont réalisés en 1680 et 1684 par les sculpteurs monégasques Dominique et François Mulciano[réf. nécessaire]. Marc-Antoine Grigho a aussi modifié la décoration des fenêtres de la façade latérale.
En 1758, Ignazio Agliaudi di Tavigliano (1705-1769), élève et disciple de Filippo Juvarra qui a été le premier architecte de Victor-Amédée II de Savoie et de Philippe V d'Espagne, reçoit la commande d'une nouvelle façade sur l'aile d'entrée autour du portail de Marc-Antoine Grigho. Il compte à son actif la fin de la réalisation d'un oratoire commencé par Juvarra et placé à côté de l'église San Filippo Neri de Turin, ainsi que la réalisation de la sacristie de l'église de la Sainte-Trinité de Turin. Son style architectural est inspiré par des traits généraux du baroque turinois et génois. En ce qui concerne le palais communal, son travail reprendrait un projet non réalisé de Juvarra pour la façade des palais de la Piazza della Vittoria, à Turin[réf. nécessaire]. Il impose à la façade un modèle d'édifice public alors en vigueur dans la capitale turinoise : ajout de pilastres coiffés de chapiteaux ioniques, grandes ouvertures, motifs en relief savamment disposés, balustrade sur la toiture, etc[réf. nécessaire]. Les quatre statues qui devaient surmonter l'entablement n'ont pas été réalisées à cause d'un différend avec le maître maçon Pietro Bensa, en 1760[réf. nécessaire].

### Changements de destination

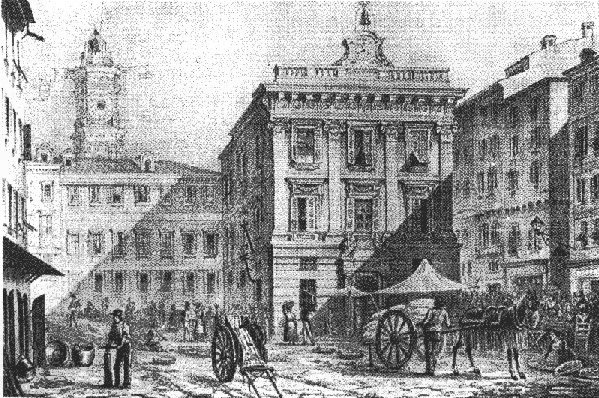
Le palais en 1860.

En septembre 1792, le palais est vandalisé lors de l’entrée des troupes françaises. Sous le Consulat, il est transféré avec ses archives dans la maison Vintimille située dans l’actuelle rue Alexandre Mari, pour être remplacé par une école communale.
En 1814, à la Restauration sarde, les magistrats municipaux retrouvent le palais de la place Saint-François. Le vœu de Nice y est prononcé en 1832. Le dernier étage portant l'horloge date de 1840. Le pouvoir communal quitte définitivement le palais, en 1868, pour le site de l’ancien hôpital Saint-Roch, actuel hôtel de ville.
Le 18 juin 1893, le palais devient le siège de la bourse du travail de Nice. Subventionnées par les monuments historiques, le conseil général des Alpes-Maritimes et le Fonds d'aménagement urbain, les façades du bâtiment sont rénovées en 1978. En 2007, à l’intérieur du palais, l’état général des lieux laisse une impression de décrépitude et d’abandon. En septembre 2009 un accord est conclu entre la Confédération générale du travail (CGT) qui occupe les lieux depuis plus d'un siècle et la municipalité. Celle-ci récupère le palais en échange de la mise à disposition pour la CGT d'un autre bâtiment, boulevard Jean-Jaurès, ainsi que de la totalité de l'Aigle d'or, édifice attenant au palais déjà occupé en partie par le syndicat.
Il subsiste au revers du palais communal des vestiges de l'ancienne église des Franciscains du XIIIe siècle[réf. nécessaire].